# Calyptopsis bazmanica
Calyptopsis bazmanica (лат.) — вид жуков-чернотелок рода Calyptopsis из трибы Tentyriini (Pimeliinae).

## Распространение
Иран (провинция Систан и Белуджистан).

## Описание
Жуки длиной около 1 см. Тело стройное, слабо блестящее. Передний край фронтоклипеуса не отделён от остальной части головы швом или поперечной впадиной. Наружный край головы неравномерно округлый, волнистый. Щёки не выемчаты латерально. Поверхность головы от переднего края фронтоклипеуса до переднего края надглазничного киля с 2 широкими продольными впадинами с каждой стороны. Наибольшая ширина головы перед глазами. Новый вид наиболее сходен с Calyptopsis merkli от которого отличается пунктировкой головы и переднеспинки, которые густо покрыты крупными удлинёнными пунктурами.